# Ori Pfeffer
Ori Pfeffer, teilweise auch Uri Pepper transkribiert (hebräisch אורי פפר; * 28. Juli 1975 in Jerusalem) ist ein australisch-israelischer Filmschauspieler.

## Leben und Wirken
Pfeffer wurde in Jerusalem geboren und wuchs bis zu seinem 11. Lebensjahr in Israel und Australien auf. Er schauspielerte schon während der Schulzeit und hatte, als er noch die Schule besuchte, einen Job bei einer israelischen TV-Show. Nach seinen Wehrdienst in den Israelischen Streitkräften zog er noch New York und studierte von 1997 bis 2000 Schauspiel am Lee Strasberg Theatre Institute. Während des Studiums spielte er bereits auf der Bühne des Daryl Roth Theatre im Stück De La Guarda und war nach dem Studium in Episodenrollen in CSI: Vegas, Philly und weiteren US-Fernsehserien zu sehen. 2005 war er Teil der Besetzung von Steven Spielbergs München. Von 2006 bis 2008 war er in der israelischen Fernsehserie Ulai Hapa’am in der Hauptrolle Mike Dasa zu sehen, es folgten weitere Hauptrollen in unterschiedlichen israelischen Fernsehserien. 2015 verkörperte er in Dig – Operation Armageddon die Hauptrolle Detective Golan Cohen und wurde 2017 für die israelisch-österreichischen Produktion Das Testament für die Hauptrolle gecastet. 2020 spielte er im Netflix Original Messiah mit, die Serie wurde allerdings nach einer Staffel eingestellt.

## Filmografie (Auswahl)
- 2001: New York Cops – NYPD Blue (NYPD Blue, Fernsehserie, Folge 8.07)
- 2001: CSI: Vegas (Fernsehserie, Folge 2.06)
- 2001: Philly (Fernsehserie, Folge 1.07)
- 2002: Apartment #5C
- 2004: Shallow Ground
- 2005: München (Munich)
- 2005: Alias – Die Agentin (Alias, Fernsehserie, Folge 4.18)
- 2006: Visions – Die dunkle Gabe (Danika)
- 2006–2008: Ulai Hapa’am (Fernsehserie, 90 Folgen)
- 2007: The Unit – Eine Frage der Ehre (The Unit, Fernsehserie, Folgen 3.07–3.08)
- 2008: Leg dich nicht mit Zohan an (You Don’t Mess with the Zohan)
- 2009–2010: Meorav Yerushalmi (Fernsehserie, 12 Folgen)
- 2010–2014: Yellow Peppers (Fernsehserie, 27 Folgen)
- 2012: Hatufim – In der Hand des Feindes (Chaṭūfīm, Fernsehserie, Folge 2.01)
- 2013: World War Z
- 2015: Dig – Operation Armageddon (Dig, Fernsehserie, 10 Folgen)
- 2016: Hacksaw Ridge – Die Entscheidung (Hacksaw Ridge)
- 2017: Die Schöne und der Bäcker (Lehiyot Ita, Fernsehserie, 3 Folgen)
- 2017: Das Testament (Ha Edut)
- 2017: Killer’s Bodyguard (The Hitman’s Bodyguard)
- 2019: Der ägyptische Spion, der Israel rettete (The Angel)
- 2019: Angel Has Fallen
- 2019: The Spy (Fernsehserie, 2 Folgen)
- 2020: Messiah (Fernsehserie, 5 Folgen)
- 2021: The Protégé – Made for Revenge (The Protégé)
- 2024: The Bricklayer – Tödliche Geheimnisse (The Bricklayer)